# Man (Wirginia Zachodnia)
Man – miasto w Stanach Zjednoczonych, w stanie Wirginia Zachodnia, w hrabstwie Logan.